# Operación Wacht am Rhein
La operación Wacht am Rheim (Unternehmen Wacht am Rhein) fue el principal asalto de las tropas alemanas llevado a cabo en La Batalla de las Ardenas a principios de diciembre de 1944. Dicha operación, fue secundada por la operación de commandos Greif, que debía preparar el terreno para que la Watch Am Rheim tuviese éxito. El objetivo principal era llegar al río Mosa, y, si hubiese posibilidades, intentar alcanzar el puerto belga de Amberes. La mayor parte de las tropas alemanas eran de la Volksgrenadiers (Unidad de Granaderos del Pueblo) y las Waffen SS.
Tomó su nombre de la marcha patriótica alemana Die Wacht Am Rhein.
Finalmente a última hora se cambió el nombre a "Unternehmen Herbstnebel" que significa niebla de otoño.
.

## Unidades de ataque germanas
- Infantería:
  - Cinco divisiones de las Waffen SS,
  - Tres divisiones de los Volksgrenadiers,
  - Una división de reserva.
- Caballería acorazada:
  - División Panzer Lehr (24 Tiger II, 44 Panther y unos 80 Panzer IV),
  - Una división de transporte motorizado,
  - Dos divisiones de tanques ligeros,
  - Una división de reserva.
- Artillería:
  - Unas 1200 piezas ligeras de calibres entre 44 y 70 mm,
  - Unos 200 cañones antitanque,
  - 150 obuses de gran calibre,
  - Unos 140 Nebelwelfer (lanzacohetes).
- Fuerza aérea:
  - Aproximadamente 920 aparatos, entre los que había al menos un centenar de los modernos reactores Messerschmitt Me 262 .

La ofensiva alemana fracasó, pues ni siquiera logró alcanzar el pretendido río Mosa.